# ボブ・センプル戦車
ボブ・センプル戦車とは、ニュージーランドの公共事業大臣ボブ・センプルにより、第二次世界大戦中に設計された、「戦車」（装甲車、トラクター・タンク）である。

## 概要
本車は軍用の装備品をありあわせの資材で生産するという必要性に端を発している。そこで本車は、トラクターをベースとし、トタン用の鉄板を用いて製造された。
設計と生産は、ニュージーランドが大日本帝国の侵攻を外部からの支援なしで防がねばならないという、そうした不安を感じている最中に行われた。
こうした戦車は、ニュージーランド防衛の手段を開発し生産しようという市民の努力の結果だった。設計と生産は公式な計画や設計図もなく、いくつもの設計上の欠陥や実用上の困難が存在した。また実戦投入や大量生産は行われずに終了した。

## 設計と組み立て
ニュージーランドや隣国オーストラリアには国産の装甲戦闘車両を作る工場がなかった。期待されたことは、イギリスから装甲戦闘車両が供給されることであった。オーストラリアとニュージーランドでは数社の重工業を発展させており、装甲板や装甲車両などの生産に転用できたが、それもわずかであった。ニュージーランド陸軍の機械化というアイデアが戦前に提案されていたものの、さしたる進捗はなかった。
アメリカのディストン戦車が推奨された。これは「キャタピラー・モデル35」トラクターのシャーシの上に、装甲化された固定戦闘室を設けたものであった。
ニュージーランドではにわか仕立ての装甲トラックを少数生産したことがあり、オーストラリアから装軌式の輸送車を手に入れられないことから、装甲板をオーストラリアから輸入し、車両を自国生産することとした。
1940年の中頃にフランスが失陥した後には、大半のイギリス軍の戦車が失われる事態が起き、ニュージーランドにまで割り当てる生産車の可能性はほぼなくなった。装甲を施した上部構造をアメリカから手に入れるよりは、ニュージーランドが自国の資源と施設を用いて生産できるものと思われた。
「トラクター戦車」が妥当な設計であると決められた。もし防衛の必要性が生じたら、数時間かけて大型の上部構造をトラクターの上にボルト付けすることで速やかな準備を可能とし、戦車を配備できたためである。
最初の軟鉄製の試作車両が、キャタピラーD8装軌トラクターを用いて作られた。この型はすでに利用の準備が整えられていた。公共事業庁では81両のD8を備え、さらに別に19両が利用可能だった。兵装の不足により、6丁のブレン軽機関銃が備えられた。1丁ずつが両側面に、2挺が前面に、1丁が銃塔に、そして1挺が後方に取り付けられた。この車両は3.5mと極めて背が高く、そして性能は貧弱だった。装甲板が不足していたためにマンガンをくわえた波型鋼板が使われ、銃弾をはじけるものと期待された。乗員は8名で、1名の銃手は持ち場のブレン軽機関銃を操作するため。エンジン上部のマットレスの上に寝転がらなければならなかった。
この戦車は、公式な計画や設計図が存在することなく組み立てられている。つまりアメリカから送付されたポストカードの絵に基づいてトラクターからトラクター戦車への転換が行われていた。
ボブ・センプルとTGベック（クライストチャーチ地区の工場技師）はこの戦車のデザインを即興で仕立て上げた。公共事業省の大臣ボブ・センプルにまかなえた資材を使い、最初の戦車がテムカにある公共事業省の工場で速やかに完成した。NZRアディントン工場ではさらに追加で2両が作られた。最初の費用は£5,902であり、第二・第三の費用は込みで£4,323であった。総コストは£10,225である。ただし陸軍は£3,414だけしか請求しなかった。
運用方法は、日本軍の侵攻に備え、準備地点に上部構造を分散させておくことだった。侵攻の段階で、これらは使用のためにトラクターに取り付けられる。戦車が大衆からの嘲笑を呼び寄せたのち、このアイデアは放棄された。しかし、ボブ・センプルは自分の設計を支持し、「私は誰であれもっとマシなアイデアを考え付いたのを見たことがない」とさえ述べている。

## 操作及び性能
必要物資や資源の制限のため、この戦車には機能上の欠陥があった。大型トラクターをベースに用いたこと、急ごしらえの設計とボルト付けの工法、さらに戦車の貧弱な上部構造の組み立てなど、結果としてこの戦車の装甲は不十分で、極度に重く（20から25t）、不安定であり、トラクターの変速機の制限のため低速だった。さらに停止しなければギアの変更ができない。そのうえ、下部のトラクターの形状とはなはだしい振動のため、戦車からの射撃は否応なく困難かつ不正確となった。こうした制限から、ボブ・センプル戦車は頻繁に「史上最悪の戦車」の一覧表と化した。

## 最終結果
最終的に、非実用性を理由としてこの戦車は陸軍から廃棄された。これらには陸軍からNZ6292（パパクラで保管）、NZ3494、そしてNZ3495（バーンハムで保管）のシリアルナンバーが割り当てられていた。1両が装甲を解除したのち、1944年に太平洋むけに転用されている。